# Etlingera coccinea
Etlingera coccinea är en enhjärtbladig växtart som först beskrevs av Carl Ludwig von Blume, och fick sitt nu gällande namn av S.Sakai och Hidetoshi Nagamasu. Etlingera coccinea ingår i släktet Etlingera och familjen Zingiberaceae. Inga underarter finns listade i Catalogue of Life.

## Bildgalleri

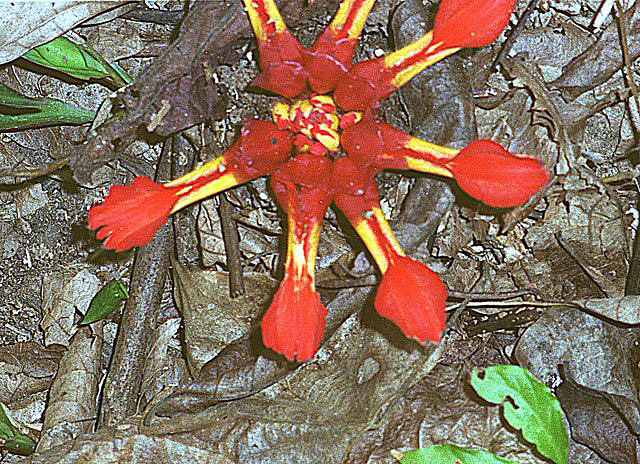